# فرالیا

فرالیا (انگلیسی: Feralia) یک جشنواره عمومی روم باستان برای جشن گرفتن مینیز (ارواح رومی مردگان، به ویژه روح افراد متوفی) بود که در ۲۱ فوریه برگزار می‌شد، همان‌طور که اووید در کتاب دوم فاستی (شعر) ثبت کرده‌است. این روز پایان فستیوال پارنتالیا، یک جشنواره نه روزه (۱۳ تا ۲۱ فوریه) برای گرامیداشت اجداد مرده‌است.